# Knut Fredriksson
Knut Rudolf Fredriksson (Bengtsfors, 1930. március 3. – 2019. május 19.) svéd atléta, gerelyhajító, olimpikon.

## Pályafutása
1959. július 2-án 82,96 méteres dobással érte el élete legjobb eredményét, ami svéd rekord is volt, melyet 1968-ban Åke Nilsson döntött meg. Az 1960-as római olimpián a hatodik helyen végzett 78,33 m-es eredménnyel

## Sikerei, díjai
- Svéd bajnokság
  - bajnok (4): 1954, 1958, 1959, 1960
  - 2.: 1952
  - 3.: 1962